# Peter Skaarup (gårdejer)
Knud Peter Carl Skaarup (født 16. juni 1846 i Kristrup, død 12. august 1924 i Randers) var en dansk gårdejer og politiker. Han var medlem af Folketinget fra 1895 til 1898 for Det forhandlende Venstre.

## Opvækst, uddannelse og erhverv
Peter Skaarup blev født i 1846 i Kristrup ved Randers som søn af gårdejer Jakob N.E. Skaarup. Han blev uddannet til lærer på Lyngby Seminarium i 1866 og var så lærer på Flakkebjerg og Landerupgård Opdragelsesanstalter til 1869. Han var skolelærer i Haslund syd for Randers fra 1871 til 1877. Han giftede sig til en gård på 7 tønder hartkorn i Haslund i 1877. I 1905 solgte han gården og flyttede til Randers. I 1909 blev han direktør i Landbrugssparekassen.

## Politisk karriere og tillidsposter
Han var medlem af sognerådet i Haslund-Ølst Kommune fra 1880 til 1885 og dets formand fra 1880 til 1882. Han stiftede en sygekasse i sognet i 1884 og var dens formand til 1891, og havde desuden en lang række bestyrelsesposter i landboorganisationer og andre foreninger.
Han blev valgt til Folketinget i den nyoprettede Randers Landkreds ved folketingsvalget i 1895, men tabte pladsen til P. Bjerre ved valget i 1898. Efterfølgende stillede han op i Brædstrupkredsen ved folketingstingsvalgene i 1901 og 1903, men opnåede ikke valg og stillede ikke op igen senere. Han tilsluttede sig Det forhandlende Venstre i Folketinget.